# Flétan de l'Atlantique
Hippoglossus hippoglossus
 (avril 2023).
Si vous disposez d'ouvrages ou d'articles de référence ou si vous connaissez des sites web de qualité traitant du thème abordé ici, merci de compléter l'article en donnant les références utiles à sa vérifiabilité et en les liant à la section « Notes et références ».
Espèce
Statut de conservation UICN

 EN A1d : En danger
Répartition géographique
Le Flétan de l'Atlantique (Hippoglossus hippoglossus) est une espèce de poissons de la famille des Pleuronectidae, qui comprend des poissons plats ayant les deux yeux du même côté. On distinguera ce flétan, aussi appelé flétan blanc, du flétan du Pacifique (Hippoglossus stenolepis), espèce très voisine, et du flétan du Groenland ou flétan noir (Reinhardtius hippoglossoides), espèce de plus petite taille et recherchée également pour sa chair plus fine et plus grasse que celle des autres flétans.

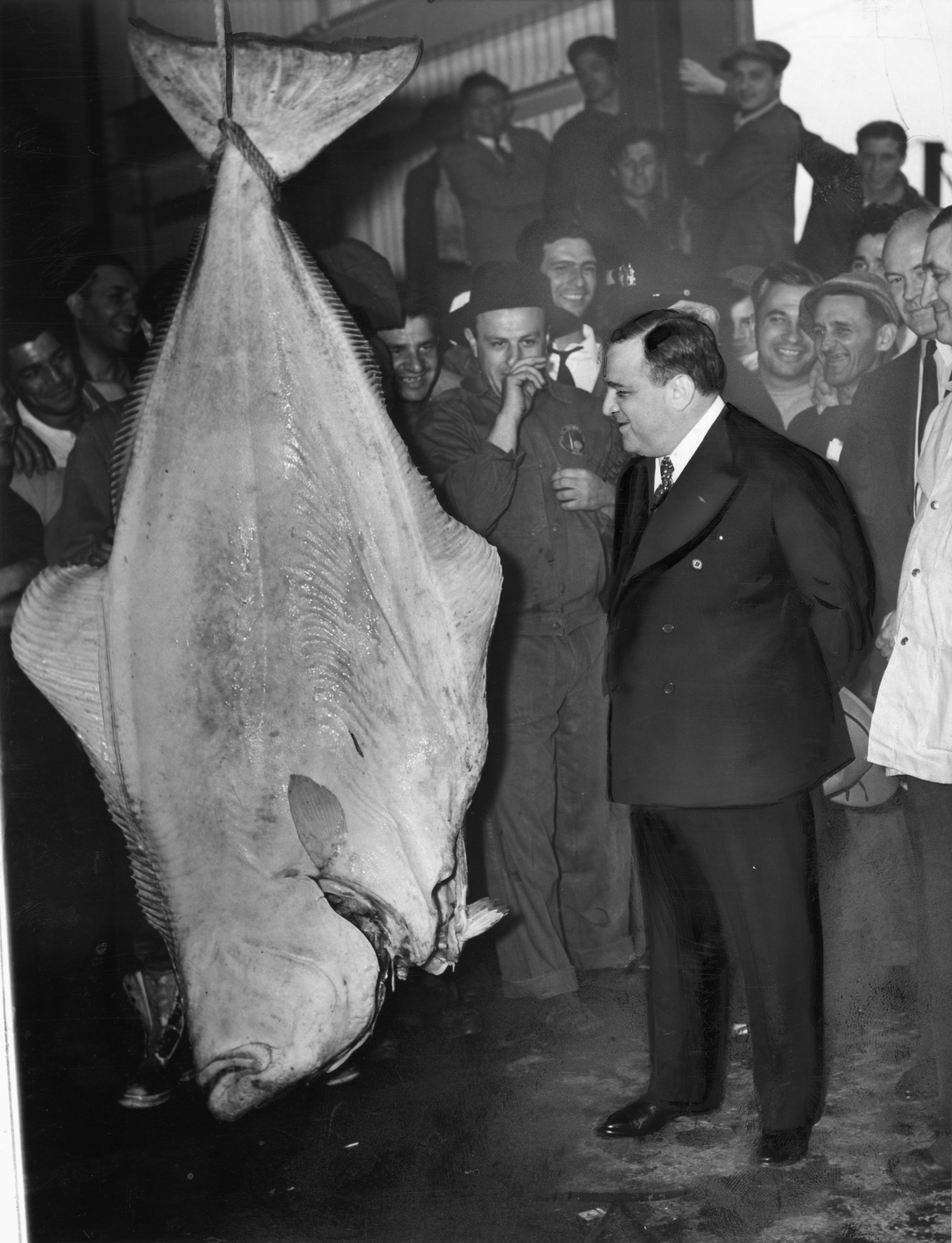
Le « petit » maire de New York (Fiorello La Guardia) avec un flétan de 136 kilos (1939).

## Morphologie
Le flétan est un poisson plat de la famille des Pleuronectidae. Comme tous les poissons de cette famille, ses yeux sont tous deux situés du côté droit de sa tête (poissons dextres), le côté gauche aveugle et non pigmenté faisant face au sol. Son corps est allongé, sa ligne latérale fortement arquée dans la région pectorale, sa bouche large, ses dents incurvées et sa queue concave. La couleur de son flanc droit (flanc supérieur) varie de gris verdâtre à brun foncé alors que son flanc gauche va du blanc au gris pâle. Ce poisson dont la taille et le poids varient énormément d’un spécimen à un autre (généralement autour de 1 mètre de longueur et entre 3 et 50 kilogrammes), est le plus grand poisson plat du monde, son poids allant jusqu’à 300 kilogrammes et sa taille pouvant dépasser 2,5 m.

## Aire de répartition
Le flétan habite à des profondeurs de plus de 150 mètres, dans les eaux de l'Atlantique occidental, du Labrador au golfe du Maine, remontant jusqu'à la hauteur de Sept-Îles dans l'estuaire du golfe du Saint-Laurent. On le retrouve également dans les eaux profondes du fjord du Saguenay. En Atlantique oriental, on peut l’observer du golfe de Gascogne à la mer de Barents. Le flétan nage à des profondeurs de plus de 500 mètres en hiver pour remonter plus en surface en été. C’est ainsi que la pêche est plus fructueuse au printemps qu’en automne.
Les flétans sont plus nombreux dans les eaux riches en crevettes et consomment également d'autres poissons et des céphalopodes, lorsque leur taille le leur permet.

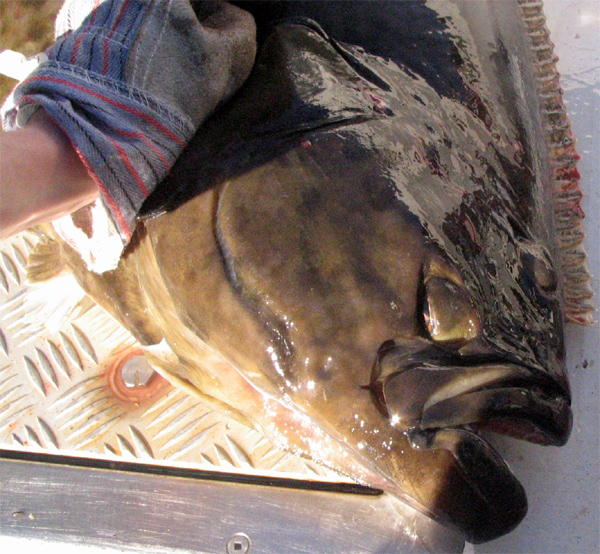
Flétan sur un bateau de pêche (Îles-de-la-Madeleine 2005).

## Cycle biologique
La femelle fraie entre février et mai dans des eaux dont la profondeur varie entre 700 et 1 000 m, et pond  plusieurs millions d'œufs. Ces derniers ont un diamètre de 3 à 4 mm et sont de couleur rose. Une fois fertilisés, les œufs grossissent quelque peu et flottent librement dans l'eau à des profondeurs de 300 à 400 m. Les œufs éclosent en une quinzaine de jours environ, donnant naissance à une larve mesurant de 6 à 7 mm de longueur. Au moment de l'éclosion, la larve est pourvue d'un très gros sac vitellin qui lui sert de source de nourriture jusqu'à ce qu'elle commence à se nourrir d'elle-même (4 ou 5 semaines après l’éclosion).
Lorsque les larves atteignent une longueur de 50 mm ou plus, elles migrent au fond de l’eau comme les poissons adultes. À partir du moment où il s'établit sur le fond marin jusqu'à celui où il atteint la maturité sexuelle, le flétan passe d'une longueur de moins de 10 cm à environ 1 m, se nourrissant successivement de crustacés, d'invertébrés et de poissons.
Le flétan adulte se nourrit presque exclusivement d'autres poissons, notamment de sébastes, de morues et de poules de mer. Le type de poissons consommés varie selon les saisons, étant donné qu'il habite des profondeurs différentes suivant l'époque de l'année.

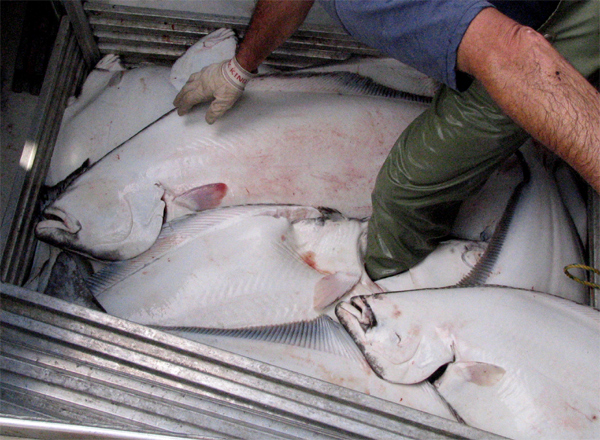
Flétans sur un bateau de pêche (Îles-de-la-Madeleine 2005).

## Méthodes de pêche
Le flétan est pêché à la palangre, qui consiste en une grosse ligne de fond comportant des lignes secondaires un peu plus légères munies d'un gros hameçon à flétan et de morceaux d'appât. On mouille la ligne (qui peut atteindre un mille de longueur), on l’ancre avec une balise et, après plusieurs heures (voire quelques jours), on lève l'ancre balisée et l'on hisse la ligne. La palangre procure une meilleure qualité du produit que les filets en donnant de plus de chances de survie au poisson avant sa sortie de l'eau.
La pêche au flétan a diminué ces dernières années. Aujourd’hui, les prises sont souvent accidentelles, et ce sont souvent les jeunes flétans qui en font les frais, à tel point que la reproduction en est compromise, ce qui est d’autant plus problématique que le flétan est le poisson plat le plus prisé. Tant de prises accidentelles de flétans ont été faites dans l'est du Canada pendant la saison 2006, surtout lors de la pêche à la morue, qu'on y a momentanément interdit toute capture de flétan. La taille minimale permise de capture dans l'est du Canada est de 81 cm.
Aujourd'hui, la pêche au flétan s'effectue en fonction de quotas déterminés par Pêches et océans Canada et la forte augmentation de la biomasse des dernières années, vraisemblablement due à une augmentation de la superficie de son habitat avec les températures d'eau profonde se réchauffant, s'est traduite par une augmentation importante des quotas. Selon l'approche de précaution préconisée par le MPO et les dernières évaluations scientifiques en 2016, les stocks sont en santé.

## Alimentation
- Ce poisson est recherché et commun sur les étals des poissonneries. La grande taille du flétan permet non seulement d'obtenir de gros filets sans arêtes, mais aussi d'en récupérer des parties jugées trop menues sur d'autres poissons : la ralingue (partie grasse entre la chair et les nageoires), les joues et les vertèbres (dont les épines circonscrivent la chair restée après le filetage), qui rappellent la morphologie des côtes-levées. La darne de flétan, qui contient d'ailleurs de la vertèbre et de la ralingue, est très goûteuse et excellente sur le gril. Les os, très gras, sont excellents pour les soupes ou les bouillons. La chair, blanche et en gros flocons, peut s'assécher sur le gril ou la poêle, ce que l'on peut prévenir en ne la cuisant pas trop, en la marinant, en la panant ou en l'encroûtant pendant la cuisson. Les filets peuvent aussi être fumés : c'est une spécialité très prisée dans la région de Dunkerque. La chair plus grasse, qui forme l'extérieur du filet, est plutôt d'un brun rougeâtre.
- Le filet de flétan contient 13,3 % de protéines, 1,7 % d'acides gras, incluant une généreuse dose d'Oméga-3, et aussi une bonne quantité de sélénium et de vitamine D. L'huile de foie de flétan n'est, quant à elle, utilisée que pour sa richesse en vitamine D et en vitamine A.